# De Groote Prijs W.P. Stutjens
De Groote Prijs W.P. Stutjens was een wedstrijd voor radiohumor, georganiseerd door de Vlaamse radio-omroep Studio Brussel.
De wedstrijd vond plaats op zaterdag 2 april in 1994 in studio 4 van het Falgey gebouw in Elsene. In de jury zaten Kamagurka, Hugo Matthysen en Dirk Denoyelle. Dit werd uitgezonden op paasmaandag 4 april 1994.
De wedstrijd werd gewonnen door het toen nog onbekende trio Gunter Lamoot, Piet De Praitere en Bart Vanneste. Na deze overwinning maakten ze samen met Kamagurka het humoristische radioprogramma Studio Kafka op Studio Brussel.
De Groote Prijs W.P. Stutjens was de eerste humorwedstrijd in Vlaanderen in dit genre, en wordt beschouwd als voorloper van de huidige comedy-wedstrijden als Humo's Comedy Cup, The Lunatic Comedy Award en de Comedy Casino Cup.
W.P. Stutjens is een personage verzonnen door toenmalig Studio Brussel presentator Paul De Wyngaert, die ook de wedstrijd presenteerde. De opname werd opgeluisterd door het orkest van de Londerzeelse muziek academie.